# Knez Selo
Knez Selo (en serbe cyrillique : Кнез Село) est un village de Serbie situé dans la municipalité de Pantelej et sur le territoire de la ville de Niš, district de Nišava. Au recensement de 2011, il comptait 870 habitants.

## Démographie

### Évolution historique de la population
| 1948  | 1953  | 1961  | 1971  | 1981  | 1991 | 2002 | 2011 |
| ----- | ----- | ----- | ----- | ----- | ---- | ---- | ---- |
| 1 390 | 1 444 | 1 520 | 1 182 | 1 022 | 932  | 926  | 870  |

|  |